# قره‌کول
قره کول، روستایی از توابع بخش زنجانرود شهرستان زنجان در استان زنجان ایران است.
خانواده های اصیل روستای قره کول فرجی نیا.خدایی.موسوی و....
بزرگان روستا محمد نبی فرجی نیا.
حاج غلامحسین خدایی . رحیم محمدی 
حاج علی خدایی هستند

## جمعیت
این روستا در دهستان غنی‌بیگلو قرار دارد و براساس سرشماری مرکز آمار ایران در سال ۱۳۸۵، جمعیت آن ۴۲۳ نفر (۱۰۴خانوار) بوده‌است.